# Нови Епиватес
Нови Епиватес (грч. Νέοι Επιβάτες, Неи Епиватес) је приморски град у општини Солунски Залив у периферији Средишња Македонија, Грчка. Према попису из 2021. године било је 5.882 становника.
Нови Епиватес је некада био читлучко насеље које је 1913. године имало 20 житеља. После 1922. године насељено је 159 грчких избегличких породица из Селимпаше (Епиват) у Турској, укупно 631 особа. Након Другог светског рата Нови Епиватес, због близине Солуна и Егејског мора, постаје урбанизовано туристичко насеље. На попису из 1991. године имао је 1.568 становника. Стари назив града је Бахче Чифлик.